# 贾浅浅
贾浅浅（1979年11月—），中华人民共和国诗人和文学创作者。是中国作家协会副主席贾平凹的女儿。贾浅浅创作的诗歌以短小通俗著称。现任西北大学中文系副教授兼陕西省青年作家协会副主席。

## 作品

### 文学评论
- 《男权秩序中挣扎的女性类型》2010年10月《小说评论》。
- 《审美泛化与文学真实观的转变》2014年5月《小说评论》。
- 《历史与文学的双重变奏—贾平凹〈古炉〉的叙事策略》，2017年《文艺争鸣》
- 《诗人与时代》2018年12月《文艺争鸣》

### 诗集
- 《第一百个夜晚》2018年，长江文艺出版社。收录诗歌130首，和青年女画家罗寒蕾的工笔插图。
- 《行走的海》2019年，南方出版社。共分五辑，以痛感的文字触摸生存状态。
- 《椰子里的内陆湖》2020年，人民文学出版社。诗集主题，包括了历史的变迁、自然的蝶变、人世的沧桑。

### 散文
- 《写给父亲的一封信》2018年2月《文艺争鸣》
- 《我的父亲贾平凹》，收录于散文合集《我们的父亲》2019 ，武汉大学出版社

## 争议

### 屎尿体诗歌事件
截止到2021年1月份，贾浅浅在中国的文学刊物上发表了37次作品，数量超过了100篇。此外还获得了第二届陕西青年文学奖诗歌奖、2017《诗人文摘》年度诗人等荣誉。2021年1月28日，《文学自由谈》微信公众账号发布文章《唐小林：贾浅浅爆红，突显诗坛乱象》，引起大陆网友热议。网友发现，贾浅浅的诗作多以屎尿屁入诗，被戏称为“屎尿体”。一些人认为贾浅浅的诗作內涵与其获得的荣誉并不相称，得到荣誉和赞美是沾了其父贾平凹的光，主张调查其西北大学中文系副教授和陕西省青年作家协会副主席的职务是怎么来的，并由此衍生出了“文二代”这个词汇；也有一些人称贾浅浅的诗集中收录了很多作品，“好事者”却偏偏拎出几首来说事，是“以偏概全”。
2022年9月4日，贾浅浅通过独家授权顶端新闻发布辟谣，称引发争议的《雪天》《真香啊》《黄瓜，不仅仅是吃的》三首诗歌不是贾浅浅本人所写，与其毫无关系。而河南省文学院作家赵瑜也表示，根據從权威渠道得到的資訊，这些诗确实不是贾浅浅所写。

### 进入中国作家协会
2022年，中國作家協會公布「2022年協會發展會員」名單，賈淺淺名列其中，引起輿論爭議。中国现代文学研究会会员荣光启表示贾浅浅在诗歌方面的造诣超过很多其他中国作家协会的会员，有资格进入中国作家协会，并认为大部分国人对诗歌的理解还停留在古代，对新诗的了解不够深刻。9月2日，中國作家協會發表聲明宣布，由於賈淺淺的爭議，協會決定不將她列入2022年新會員名單。